# Oreneta de les Mascarenyes
L'oreneta de les Mascarenyes (Phedina borbonica) és una espècie d'ocell de la família dels hirundínids (Hirundinidae) i únic membre actualment del gènere Phedina. Nidifica a Madagascar i les illes Mascarenyes. La subespècie nominal habita a Maurici i Reunió i mai no s'ha trobat lluny de les illes Mascarenyes, però la subespècie més petita de Madagascar, P. b. madagascariensis, és migratòria i s'ha registrat hivernant a l'Àfrica oriental o vagant per altres illes de l'oceà Índic. Habita els boscos tropicals i subtropicals secs, les sabanes, els matollars secs tropicals i subtropicals, però també les zones humides, les patges sorrenques, així com ambients antropitzats. El seu estat de conservació es considera de risc mínim.